# Zeng Peiyan

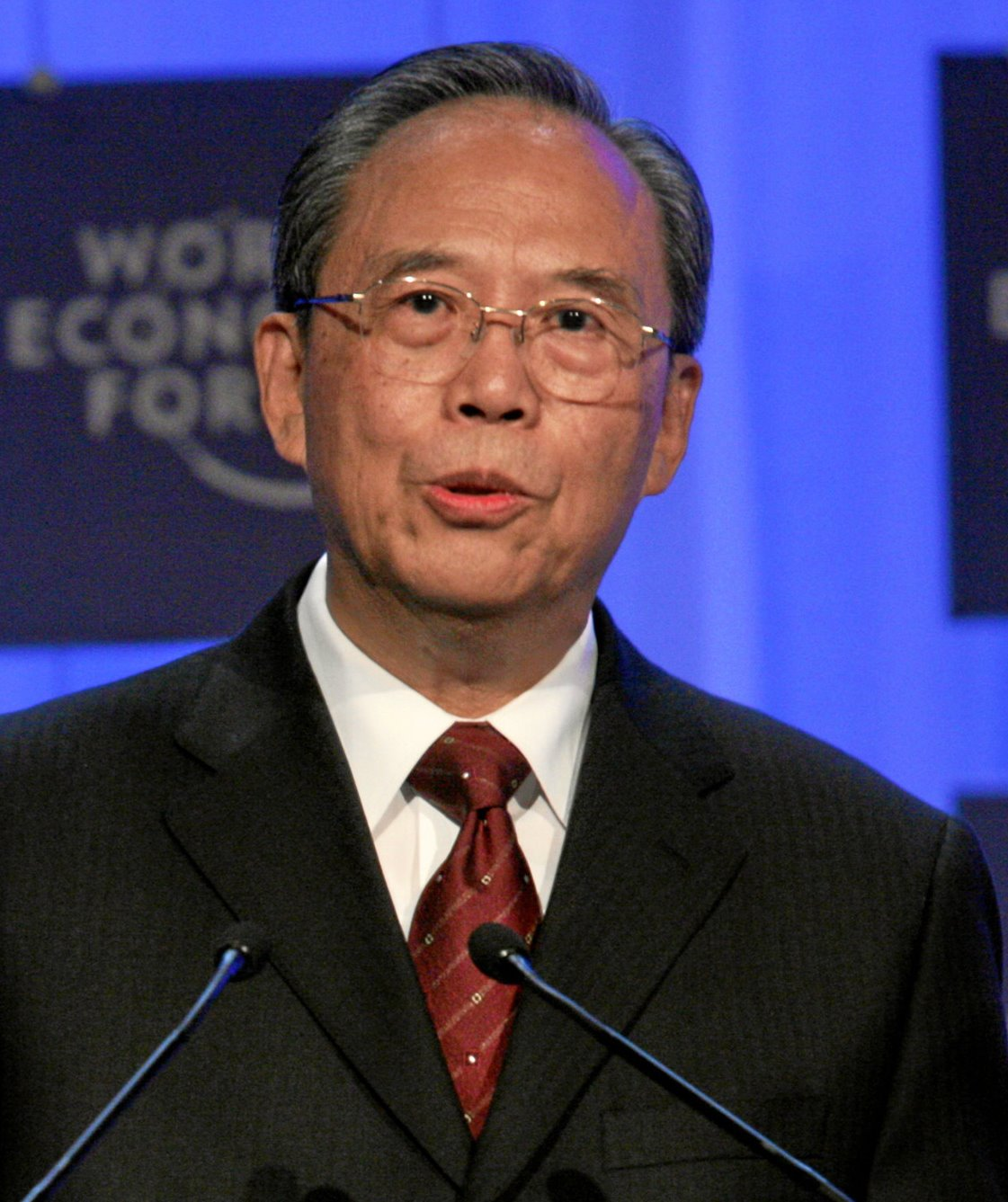
Zeng Peiyan, 2008

Zeng Peiyan (chinesisch 曾培炎; * Dezember 1938 in Shaoxing, Zhejiang) ist ein Politiker in der Volksrepublik China. Er war von 2002 bis 2007 Mitglied des Politbüros der Kommunistischen Partei Chinas und von 2003 bis 2008 Mitglied des Staatsrates und Vize-Premierminister.
Zeng Peiyan studierte von September 1956 bis September 1962 an der Tsinghua-Universität in Peking Nachrichtentechnik. Nach dem Erwerb des Ingenieurdiploms wechselte er an das Forschungsinstitut für Elektrotechnik des Ersten Ministeriums für Maschinenbauindustrie in Shanghai.